# Dual d'un module
En algèbre commutative et plus généralement en théorie des anneaux, la notion de dual d'un module généralise celle de dual d'un espace vectoriel.
Le dual d'un module A par rapport à un module B (sur un anneau R) est l'ensemble des homomorphismes de A dans B. Il est noté Hom(A,B). Si le module B n'est pas spécifié, par défaut, on considère qu'il s'agit de l'anneau R. Le dual Hom(A,R) est appelé simplement « dual de A » et noté A*.

## Définition
Si A et B sont deux modules à gauche sur un anneau R, l'ensemble Hom(A,B) des morphismes de A dans B est un groupe pour l'addition.
Si B est non seulement un module à gauche mais un bimodule (c'est-à-dire s'il est aussi muni d'une structure de module à droite, compatible avec celle à gauche) alors Hom(A,B) est naturellement muni d'une structure de module à droite. C'est toujours le cas si l'anneau R est commutatif. S'il ne l'est pas, on peut considérer le bimodule particulier B = R :

Le dual A* d'un R-module à gauche A est le R-module à droite Hom(A,R).
(De même, le dual d'un R-module à droite A est le R-module à gauche Hom(A,R).)
Les éléments du dual A* sont donc les formes linéaires sur A.

## Propriétés

### Bidual
Le bidual de A est le dual du dual de A. Il existe un morphisme naturel de modules de A dans son bidual, mais le bidual de A n'est généralement pas isomorphe à A, même dans le cas des espaces vectoriels.

### Somme et produit directs
Conformément à leur définition générale, le produit direct et la somme directe de modules vérifient la propriété universelle suivante :
{\displaystyle \operatorname {Hom} (A,\prod _{j}B_{j})\simeq \prod _{j}\operatorname {Hom} (A,B_{j})\ ,\qquad \operatorname {Hom} (\bigoplus _{i}A_{i},B)\simeq \prod _{i}\operatorname {Hom} (A_{i},B)\ .}

### Dual de l'anneau
- Hom(R, B) = B. En particulier, Hom(R, R) = R. L'anneau R est son propre dual.
- Plus généralement, d'après le paragraphe précédent, Hom(Rj, B) = Bj[1].